# Guébling
Guébling [ɡeblɛ̃] est une commune française située dans le département de la Moselle, en région Grand Est.

## Géographie
La commune de Guébling est située au nord-est de la France, à proximité de Dieuze, dans le Saulnois.

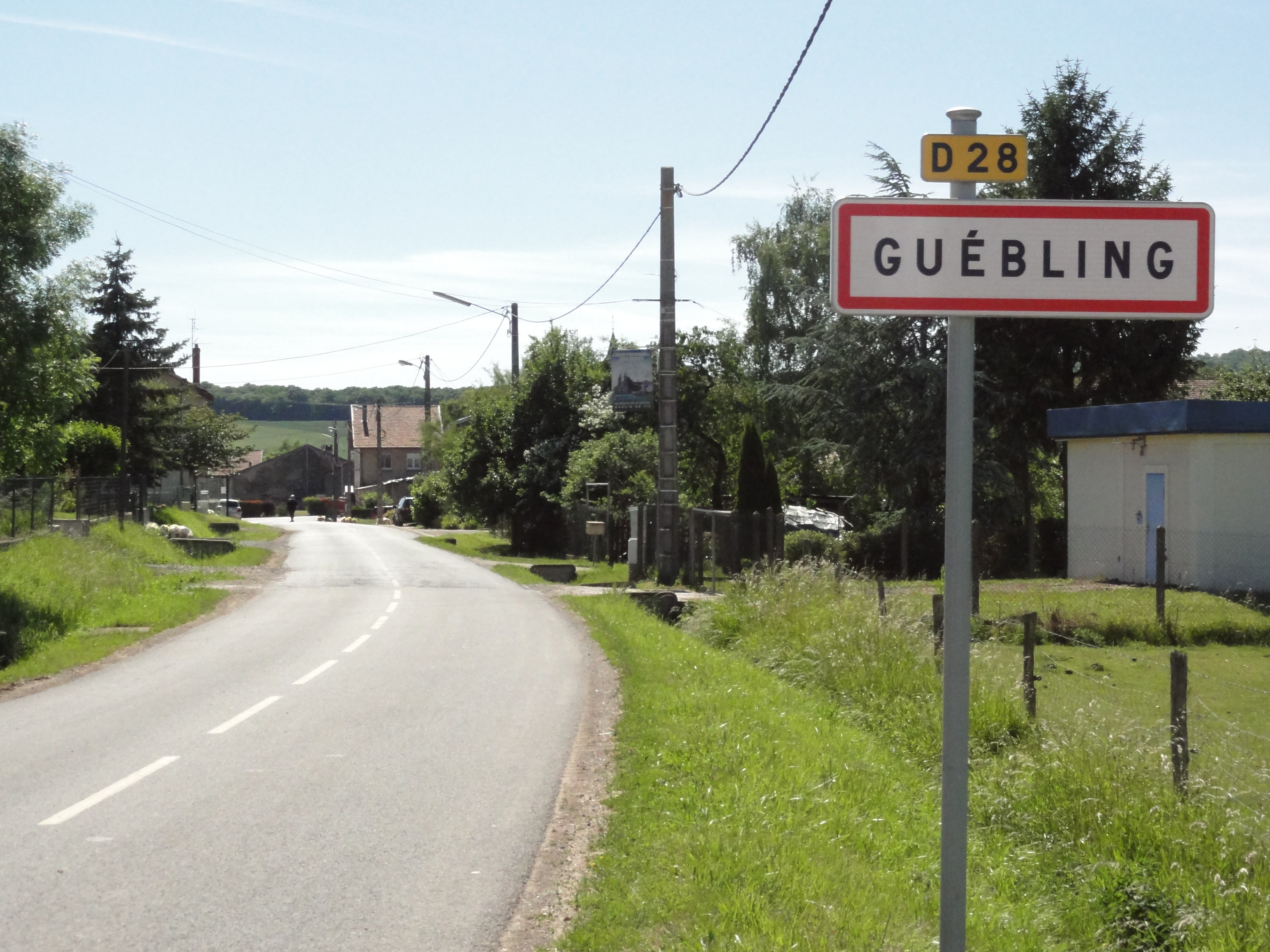
Entrée du bourg.
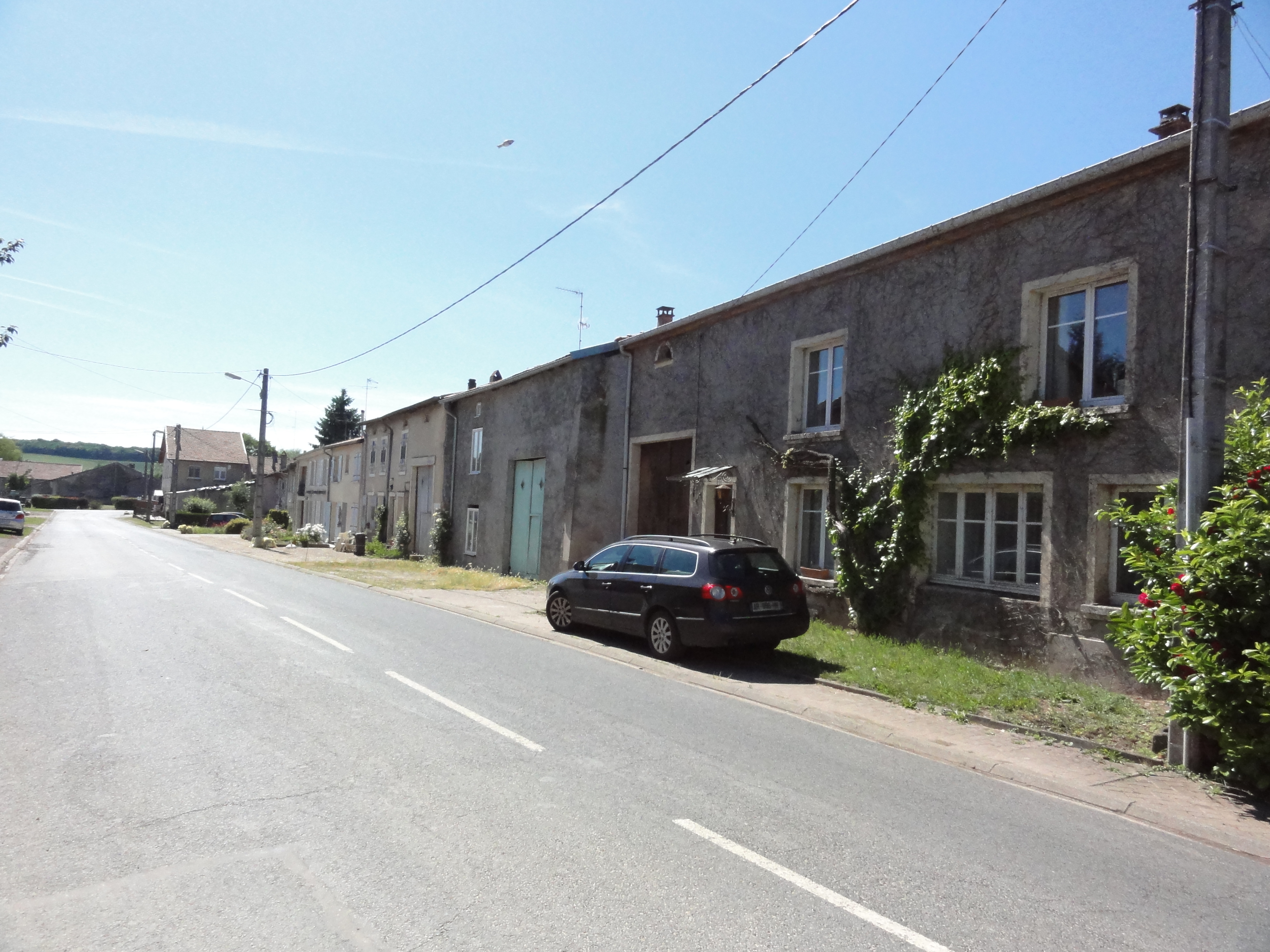
Rue Edmond About.
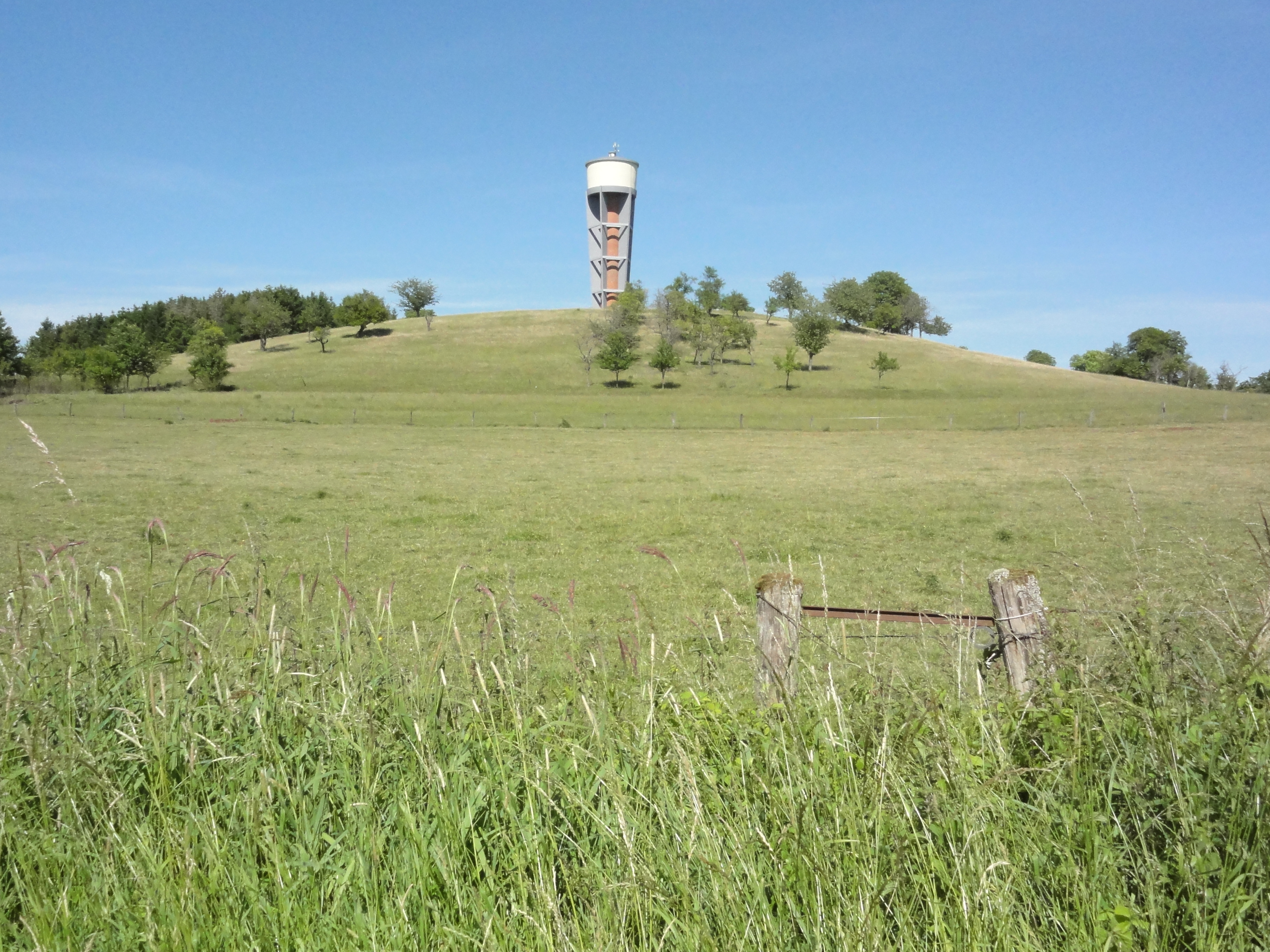
Paysage avec château d'eau.

|           | Bénestroff |              |
| Lidrezing | Guébling   | Bourgaltroff |
|           | Vergaville |              |

### Hydrographie
La commune est située dans le bassin versant du Rhin au sein du bassin Rhin-Meuse. Elle est drainée par le ruisseau le Spin et le ruisseau de Bourgaltroff.
Le Spin, d'une longueur totale de 14 km, prend sa source dans la commune de Lidrezing et se jette  dans la Seille à Dieuze en limite avec Val-de-Bride, après avoir traversé sept communes.

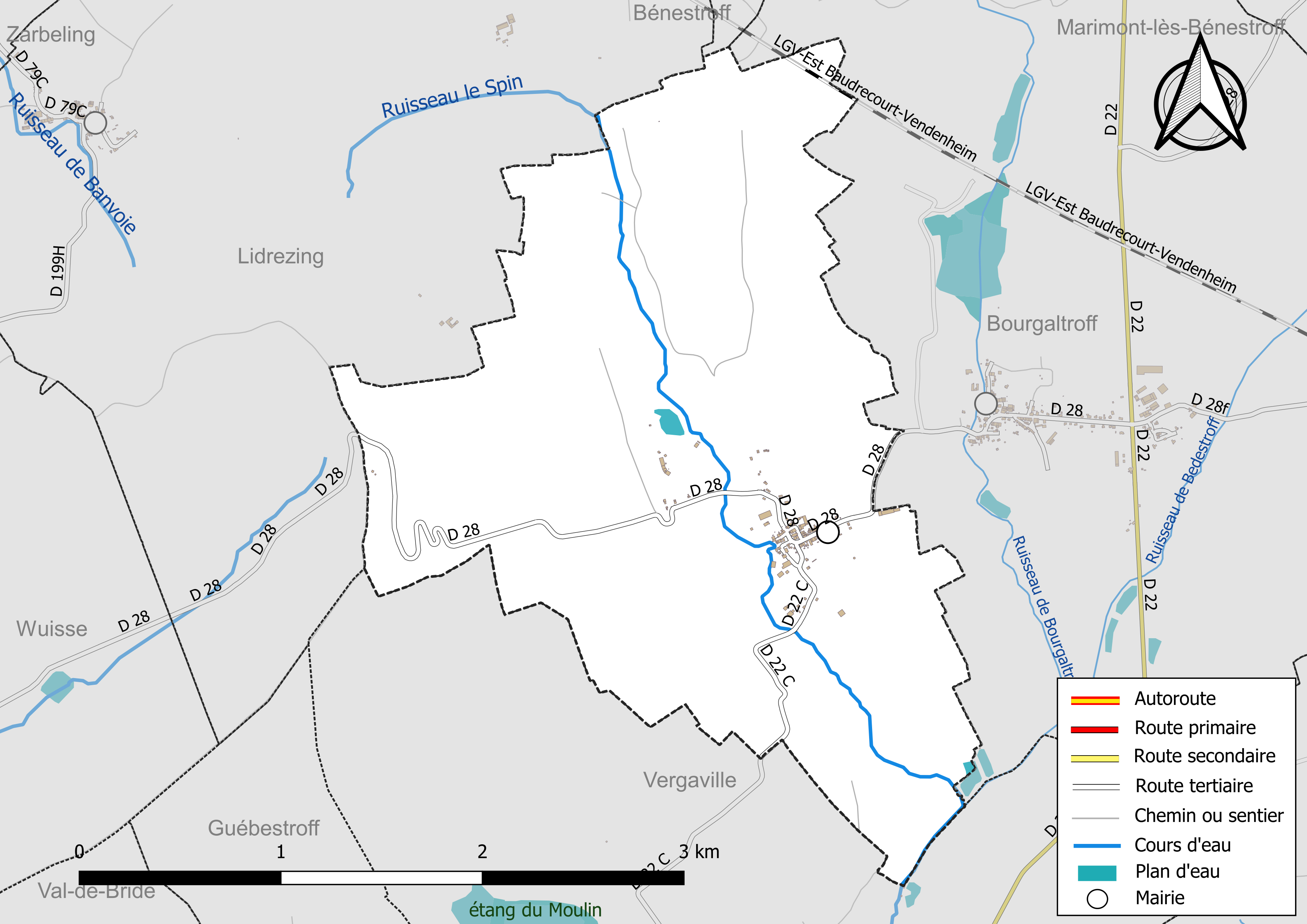
Réseaux hydrographique et routier de Guébling.

La qualité des eaux des principaux cours d’eau de la commune, notamment du ruisseau le Spin, peut être consultée sur un site spécial géré par les agences de l’eau et l’Agence française pour la biodiversité.

### Climat
Pour des articles plus généraux, voir Climat du Grand Est et Climat de la Moselle.
En 2010, le climat de la commune est de type climat des marges montargnardes, selon une étude du Centre national de la recherche scientifique s'appuyant sur une série de données couvrant la période 1971-2000. En 2020, Météo-France publie une typologie des climats de la France métropolitaine dans laquelle la commune est exposée à un climat semi-continental et est dans la région climatique  Lorraine, plateau de Langres, Morvan, caractérisée par un hiver rude (1,5 °C), des vents modérés et des brouillards fréquents en automne et hiver. 
Pour la période 1971-2000, la température annuelle moyenne est de 9,9 °C, avec une amplitude thermique annuelle de 17 °C. Le cumul annuel moyen de précipitations est de 743 mm, avec 12,1 jours de précipitations en janvier et 9,2 jours en juillet. Pour la période 1991-2020, la température moyenne annuelle observée sur la station météorologique de Météo-France la plus proche, « Rodalbe », sur la commune de Rodalbe à 6 km à vol d'oiseau, est de 10,6 °C et le cumul annuel moyen de précipitations est de 737,2 mm. 
La température maximale relevée sur cette station est de 38,7 °C, atteinte le 24 juillet 2019 ; la température minimale est de −18,1 °C, atteinte le 26 décembre 2010,,. 
Les paramètres climatiques de la commune ont été estimés pour le milieu du siècle (2041-2070) selon différents scénarios d'émission de gaz à effet de serre à partir des nouvelles projections climatiques de référence DRIAS-2020. Ils sont consultables sur un site spécial publié par Météo-France en novembre 2022.

## Urbanisme

### Typologie
Au 1er janvier 2024, Guébling est catégorisée commune rurale à habitat dispersé, selon la nouvelle grille communale de densité à sept niveaux définie par l'Insee en 2022.
Elle est située hors unité urbaine. Par ailleurs la commune fait partie de l'aire d'attraction de Dieuze, dont elle est une commune de la couronne,. Cette aire, qui regroupe 31 communes, est catégorisée dans les aires de moins de 50 000 habitants,.

### Occupation des sols
L'occupation des sols de la commune, telle qu'elle ressort de la base de données européenne d’occupation biophysique des sols Corine Land Cover (CLC), est marquée par l'importance des territoires agricoles (91,2 % en 2018), une proportion sensiblement équivalente à celle de 1990 (91,1 %). La répartition détaillée en 2018 est la suivante : 
terres arables (58,2 %), prairies (33,1 %), forêts (8,8 %). L'évolution de l’occupation des sols de la commune et de ses infrastructures peut être observée sur les différentes représentations cartographiques du territoire : la carte de Cassini (XVIIIe siècle), la carte d'état-major (1820-1866) et les cartes ou photos aériennes de l'IGN pour la période actuelle (1950 à aujourd'hui).

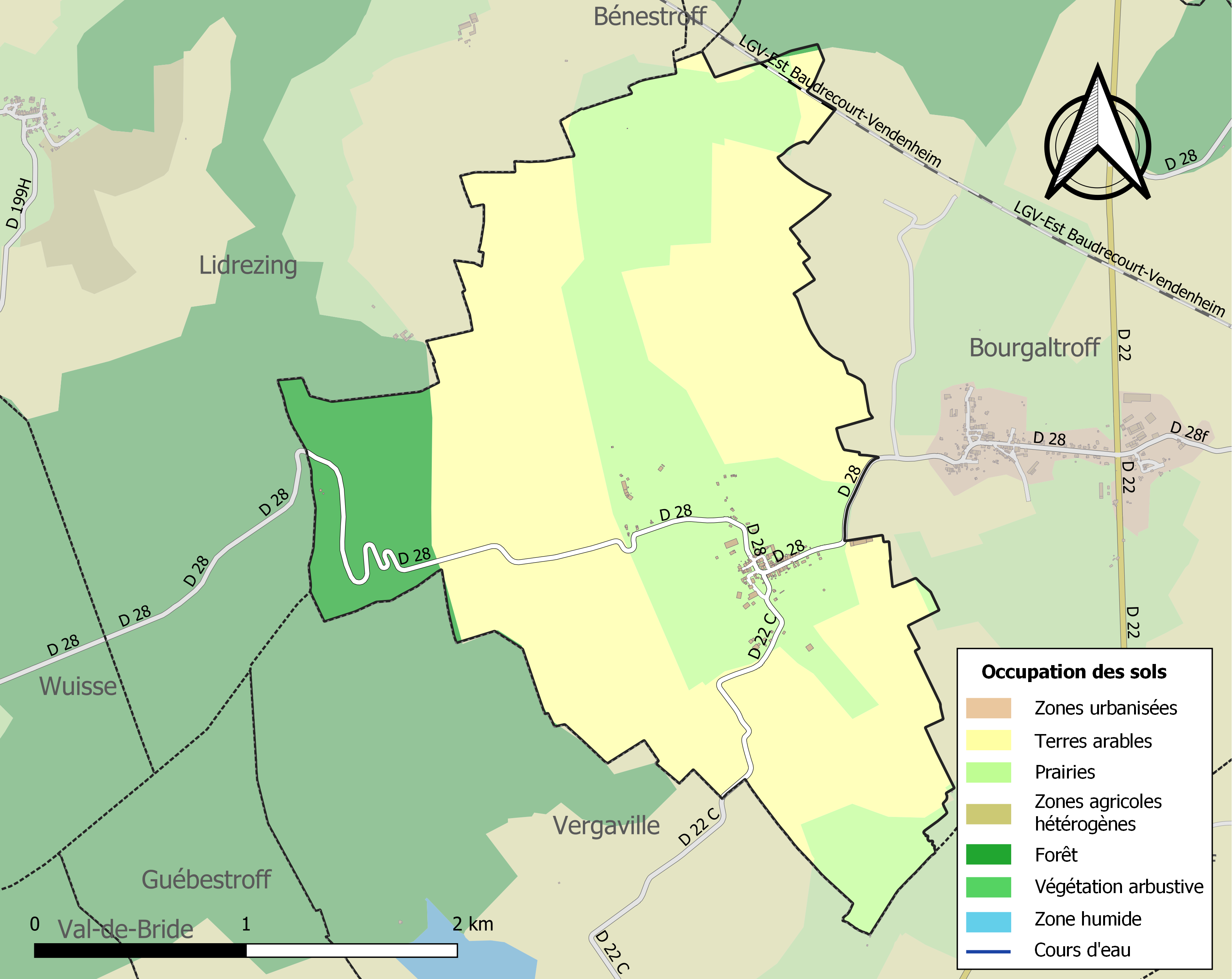
Carte des infrastructures et de l'occupation des sols de la commune en 2018 (CLC).

## Toponymie

### Guébling
- D'un nom de personne germanique Gabilo suivi du suffixe -ingen.
- Gueblingen (1525)[14], Guébeling (1525), Ginblingen (1594), Guébling-près-Bourgaltroff (1756)[15], Guebling (1793), Gebling (1871-1915), Geblingen (1915-1918) et (1940-1944).

### Reclin
- Racolingias (1111), Reclingen (1567), Reclin (Cassini), Récling (division du département en 1790)[15].

## Histoire
Village de Lorraine dans la seigneurie de Bourgaltroff, dévasté par les Espagnols en 1606 et au cours de la guerre de Trente Ans.
Guébling absorbe avant 1806 l'ancienne commune de Reclin, qui est également un village détruit.

## Politique et administration
| Période                                  | Période   | Identité            | Étiquette | Qualité |
| ---------------------------------------- | --------- | ------------------- | --------- | ------- |
| Les données manquantes sont à compléter. |           |                     |           |         |
| mars 1989                                | mars 2001 | Christiane Remillon |           |         |
| mars 2001                                |           | François Dulibine   |           |         |
|                                          | mars 2008 | Serge Hocquard      |           |         |
| mars 2008                                | En cours  | Joseph Remillon     |           |         |

## Démographie
L'évolution du nombre d'habitants est connue à travers les recensements de la population effectués dans la commune depuis 1793. Pour les communes de moins de 10 000 habitants, une enquête de recensement portant sur toute la population est réalisée tous les cinq ans, les populations de référence des années intermédiaires étant quant à elles estimées par interpolation ou extrapolation. Pour la commune, le premier recensement exhaustif entrant dans le cadre du nouveau dispositif a été réalisé en 2006.

En 2022, la commune comptait 125 habitants, en évolution de −0,79 % par rapport à 2016 (Moselle : +0,52 %, France hors Mayotte : +2,11 %).
| 1793 | 1800 | 1806 | 1821 | 1831 | 1836 | 1841 | 1846 | 1851 |
| ---- | ---- | ---- | ---- | ---- | ---- | ---- | ---- | ---- |
| 280  | 276  | 343  | 327  | 370  | 398  | 398  | 404  | 407  |

| 1856 | 1861 | 1871 | 1875 | 1880 | 1885 | 1890 | 1895 | 1900 |
| ---- | ---- | ---- | ---- | ---- | ---- | ---- | ---- | ---- |
| 352  | 360  | 324  | 306  | 350  | 267  | 261  | 242  | 229  |

| 1905 | 1910 | 1921 | 1926 | 1931 | 1936 | 1946 | 1954 | 1962 |
| ---- | ---- | ---- | ---- | ---- | ---- | ---- | ---- | ---- |
| 209  | 214  | 250  | 231  | 221  | 215  | 202  | 212  | 210  |

| 1968 | 1975 | 1982 | 1990 | 1999 | 2006 | 2011 | 2016 | 2021 |
| ---- | ---- | ---- | ---- | ---- | ---- | ---- | ---- | ---- |
| 215  | 214  | 164  | 155  | 145  | 144  | 141  | 126  | 124  |

| 2022 | - | - | - | - | - | - | - | - |
| ---- | - | - | - | - | - | - | - | - |
| 125  | - | - | - | - | - | - | - | - |

## Culture locale et patrimoine

### Lieux et monuments

#### Édifices civils
- Reclin.
- Fontaine de Bride.
- Très vieux tilleul.
- Ferme pédagogique de Mariembourg[21].

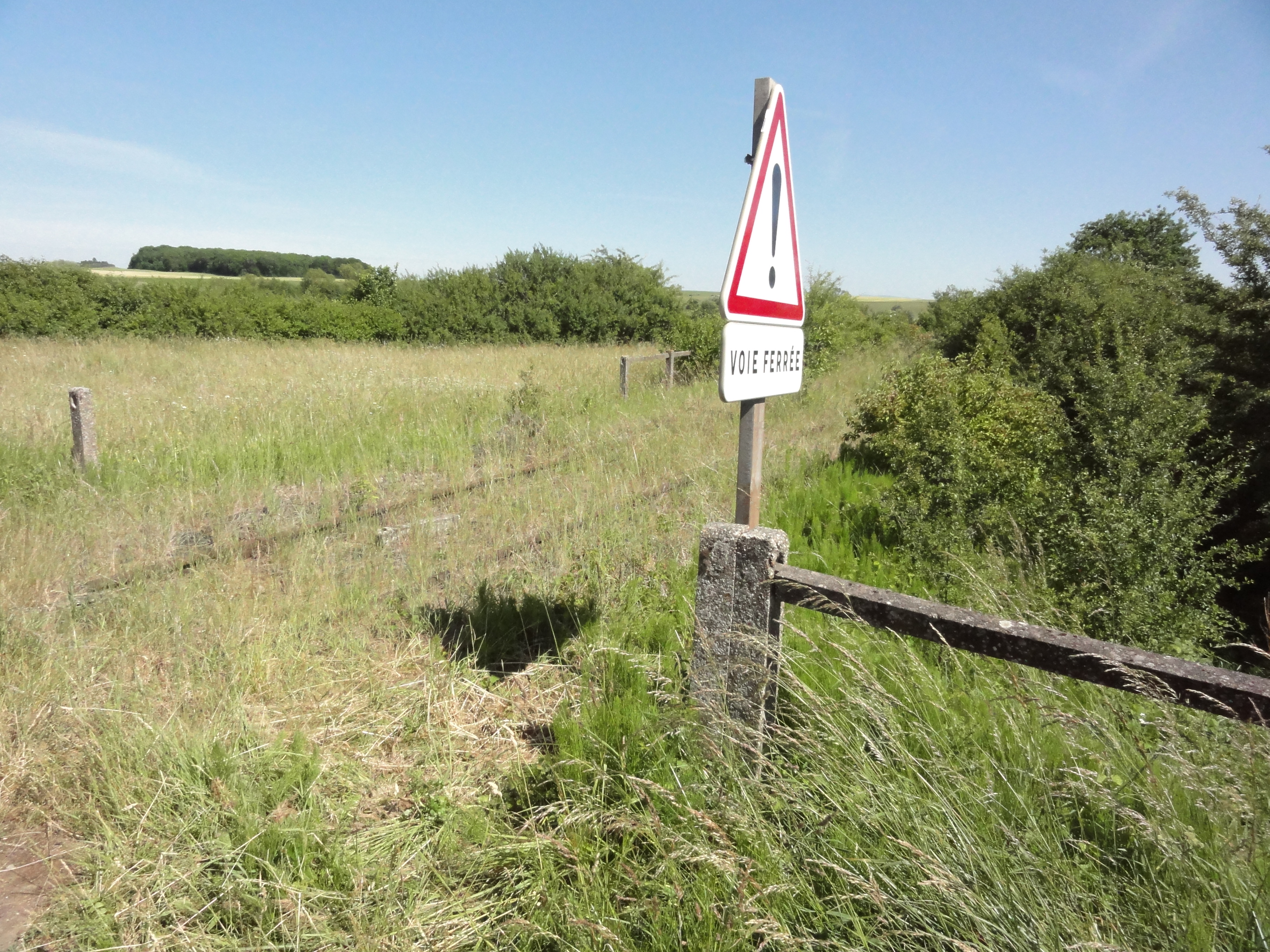
Ancien chemin de fer à Guébling.

- Ancien chemin de fer, Ligne de Nouvel-Avricourt à Bénestroff.

#### Édifices religieux

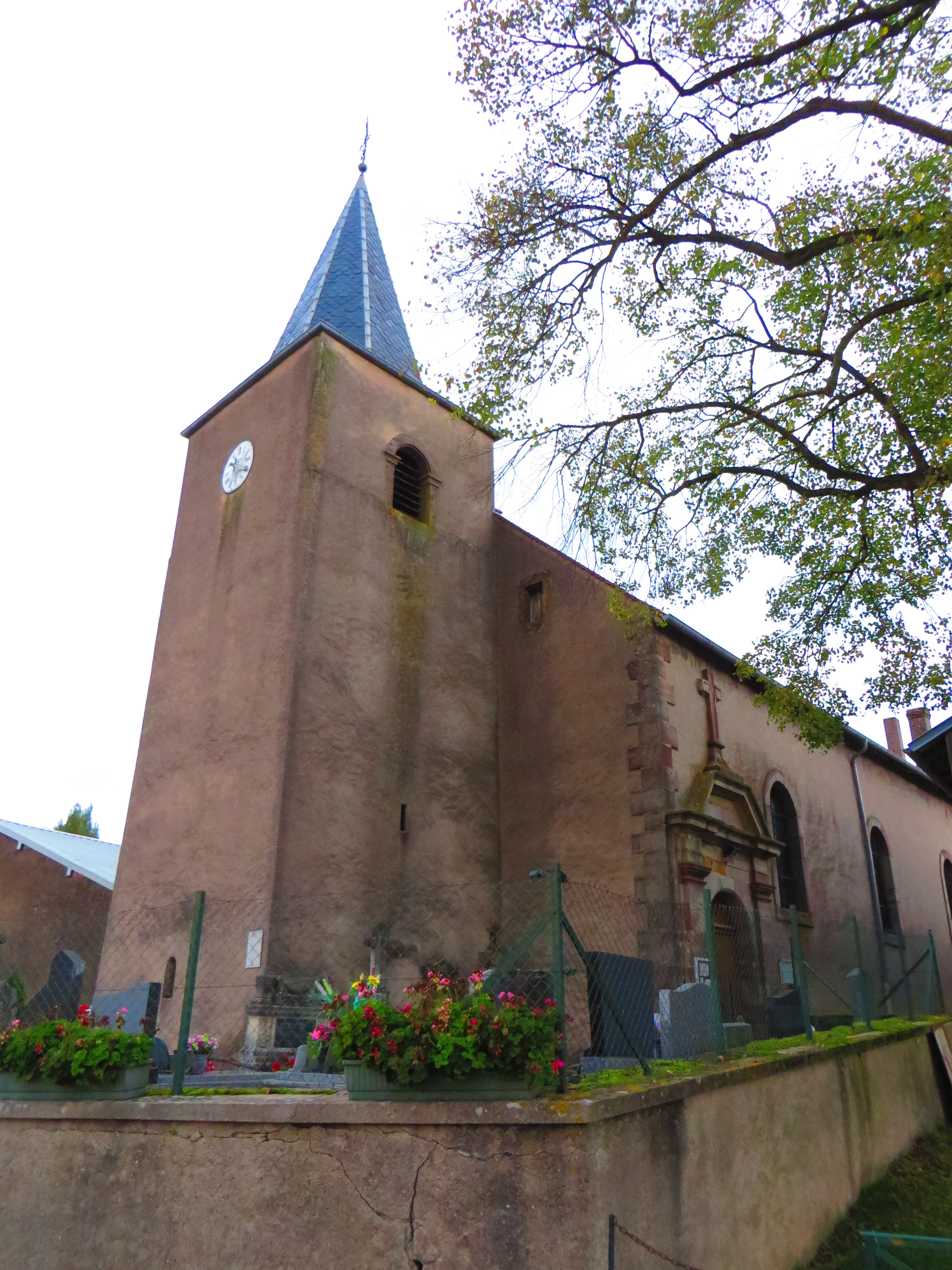
Église Saint-Léger.

- Église Saint-Léger (XVIIIe siècle) : clocher massif plus ancien ; boiseries, vieux bancs, toile du « cordon de saint François » (XVIIe siècle), épitaphes de 1748 et 1783.
- Ancienne chapelle Sainte-Anne de Récling (détruite).